# Bauhinia pinheiroi
Bauhinia pinheiroi là một loài thực vật có hoa trong họ Đậu. Loài này được Wunderlin miêu tả khoa học đầu tiên.